# Campionati italiani paralimpici assoluti di atletica leggera
I campionati italiani paralimpici assoluti di atletica leggera sono una manifestazione organizzata dal 2010 dalla FISPES che si disputa in Italia ogni anno. I titoli di campione italiano vengono assegnati nel periodo estivo durante i campionati outdoor, mentre nel periodo invernale si disputano i campionati italiani paralimpici assoluti di atletica leggera indoor e invernali di lanci.

## Edizioni

### Outdoor
| Anno | Città    | Data                | Sede                         |
| ---- | -------- | ------------------- | ---------------------------- |
| 2010 | Imola    | 19 giugno           | Stadio Romeo Galli           |
| 2011 | Padova   | 1-2 luglio          | Stadio Daciano Colbachini    |
| 2012 | Torino   | 11-12 maggio        | Stadio Primo Nebiolo         |
| 2013 | Grosseto | 11-12 maggio        | Stadio Carlo Zecchini        |
| 2014 | Grosseto | 31 maggio-1º giugno | Stadio Carlo Zecchini        |
| 2015 | Grosseto | 13-14 giugno        | Stadio Carlo Zecchini        |
| 2016 | Rieti    | 2-3 luglio          | Stadio Raul Guidobaldi       |
| 2017 | Isernia  | 3-4 giugno          | Stadio Mario Lancellotta     |
| 2018 | Nembro   | 9-10 giugno         | Centro sportivo Saletti      |
| 2019 | Jesolo   | 6-7 luglio          | Stadio Armando Picchi        |
| 2020 | Jesolo   | 11-12 settembre     | Stadio Armando Picchi        |
| 2021 | Concesio | 3-4 luglio          | Centro sportivo Aldo Moro    |
| 2022 | Padova   | 9-10 luglio         | Stadio Daciano Colbachini    |
| 2023 | Padova   | 27-28 maggio        | Stadio Daciano Colbachini    |
| 2024 | Brescia  | 29 - 30 giugno      | Campo Sanpolino Gabre Gabric |

### Indoor e invernali di lanci
| Anno | Città  | Data           | Sede       | Note                    |
| ---- | ------ | -------------- | ---------- | ----------------------- |
| 2010 | Ancona | 13 marzo       | Palaindoor | Solo indoor             |
| 2011 | Ancona | 12-13 marzo    | Palaindoor | Solo indoor             |
| 2012 | Ancona | 17-18 marzo    | Palaindoor |                         |
| 2013 | Ancona | 23-24 marzo    | Palaindoor | Anche campionato FISDIR |
| 2014 | Ancona | 15-16 marzo    | Palaindoor |                         |
| 2015 | Ancona | 21-22 marzo    | Palaindoor |                         |
| 2016 | Ancona | 19-20 marzo    | Palaindoor |                         |
| 2017 | Ancona | 25-26 marzo    | Palaindoor |                         |
| 2018 | Ancona | 17-18 marzo    | Palaindoor |                         |
| 2019 | Ancona | 23-24 marzo    | Palaindoor |                         |
| 2020 | Ancona | 24-25 gennaio  | Palaindoor |                         |
| 2021 | Ancona | 22-23 gennaio  | Palaindoor |                         |
| 2022 | Ancona | 12-13 marzo    | Palaindoor |                         |
| 2023 | Ancona | 24-25 febbraio | Palaindoor |                         |
| 2024 | Ancona | 26-27 gennaio  |            |                         |